# Brunsbüttel (Calberlah)

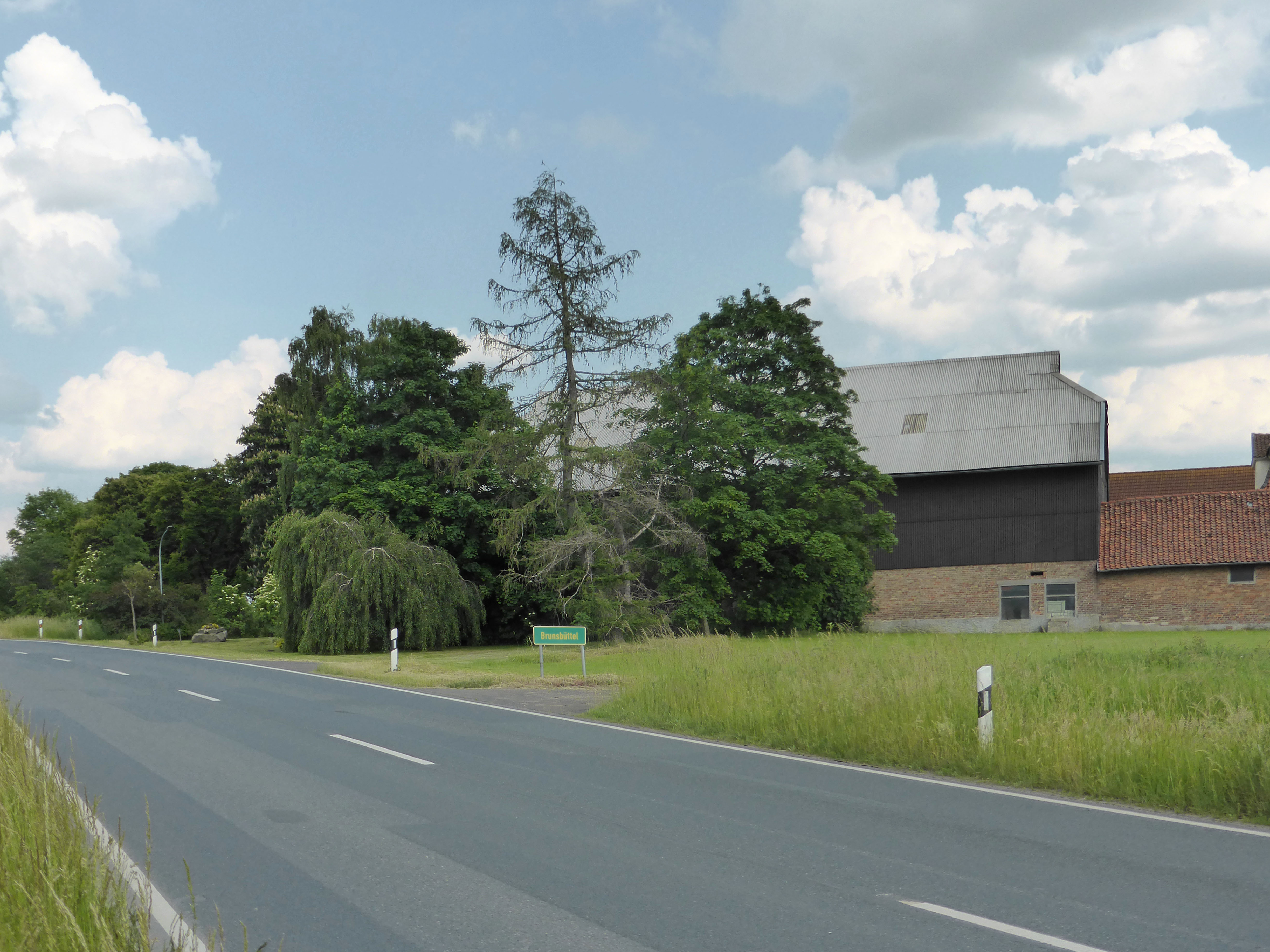
Teilansicht von Brunsbüttel

Brunsbüttel ist ein zu Allenbüttel gehörender Wohnplatz, in der Gemeinde Calberlah im Landkreis Gifhorn in Niedersachsen gelegen. Brunsbüttel gehört zu den Ortschaften mit der Ortsnamenendung -büttel, die im südlichen Landkreis Gifhorn häufig zu finden sind.

## Geographische Lage, Verkehrsanbindung und Zugehörigkeit
Brunsbüttel liegt im Osten von Niedersachsen, im Dreieck zwischen den Städten Braunschweig, Gifhorn und Wolfsburg, in rund 75 Meter Höhe über dem Meeresspiegel.
Die einzige nach Brunsbüttel führende Straße ist die Landesstraße 321, an der Brunsbüttel zwischen Allenbüttel und Wedelheine liegt.
Brunsbüttel gehört zur evangelisch-lutherischen Kirchengemeinde Wettmershagen und zur römisch-katholischen Pfarrei St. Altfrid (Gifhorn) mit der näherliegenden Filialkirche St. Andreas (Meine).

## Geschichte
Um 1350 wurde Brunsbüttel erstmals urkundlich als Brunnesbuttele erwähnt.
Am 1. Dezember 1910 hatte Brunsbüttel 35 Einwohner.
1929 wurde im Zuge der preußischen Gemeindegebietsreform die bis dahin eigenständige Gemeinde Brunsbüttel nach Allenbüttel eingemeindet.
Am 1. März 1974 wurde Allenbüttel mit Brunsbüttel in die Gemeinde Calberlah eingegliedert.